# Casa Long
La Casa Long (en inglés: Long House) es una casa histórica ubicada en Opa-locka, Florida. La Casa Long se encuentra inscrito  en el Registro Nacional de Lugares Históricos desde el 17 de agosto de 1987.  

## Ubicación
La Casa Long se encuentra dentro del condado de Miami-Dade en las coordenadas 25°54′21″N 80°15′20″O / 25.905833, -80.255556.